# Atkinson Hyperlegible

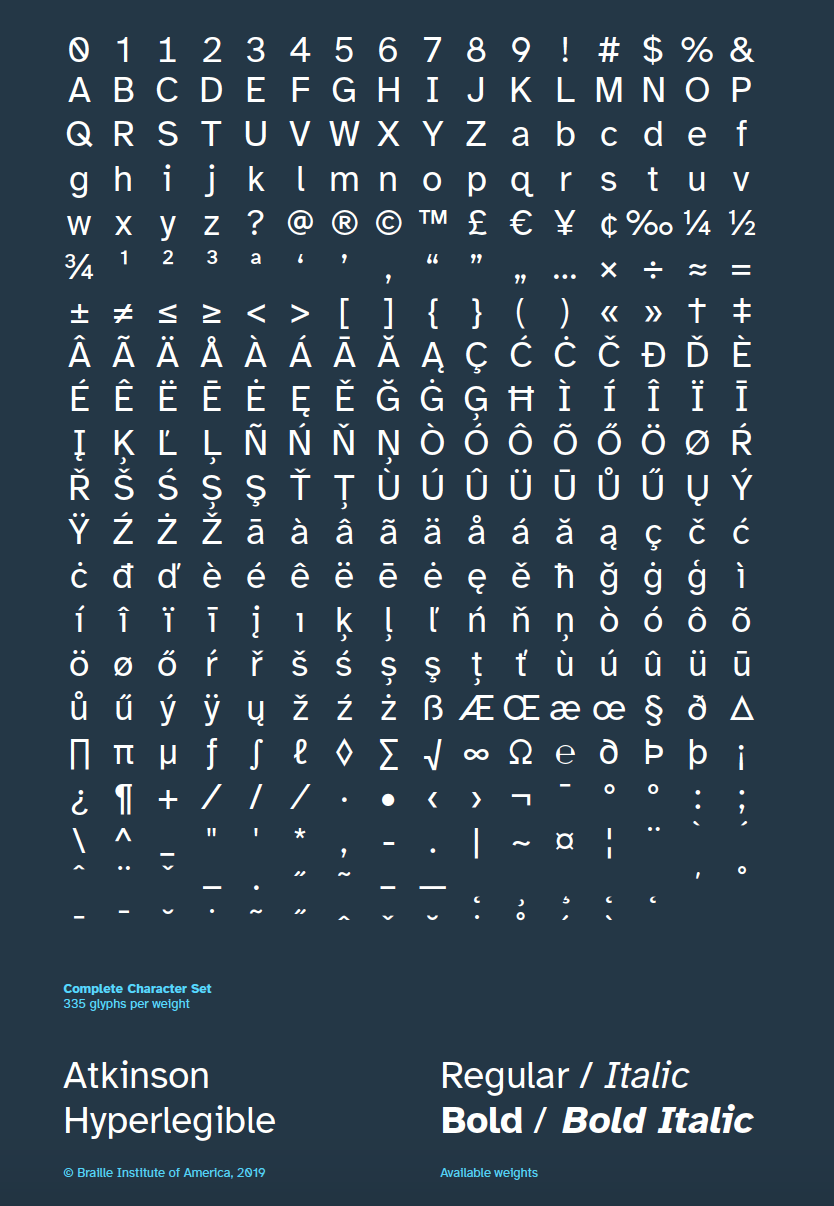
Die 335 Zeichen im Zeichensatz

Atkinson Hyperlegible ist eine frei verfügbare Schriftart, die für Leser mit teilweiser Sehbehinderung optimal lesbar sein soll; speziell sind alle Zeichen leicht voneinander zu unterscheiden. Sie ist auf einer serifenlosen Antiqua-Schrift (also einer Grotesk) aufgebaut. Sie wurde vom Braille Institute of America in Zusammenarbeit mit Applied Design Works entwickelt und ist unter der SIL Open Font License erhältlich. Sie gewann 2019 den Innovation by Design Award für Grafikdesign des US-amerikanischen Magazins Fast Company und wurde 2020 von dem britischen Online-Magazin Dezeen für einen Grafikdesignpreis in die engere Wahl gezogen.

## Geschichte

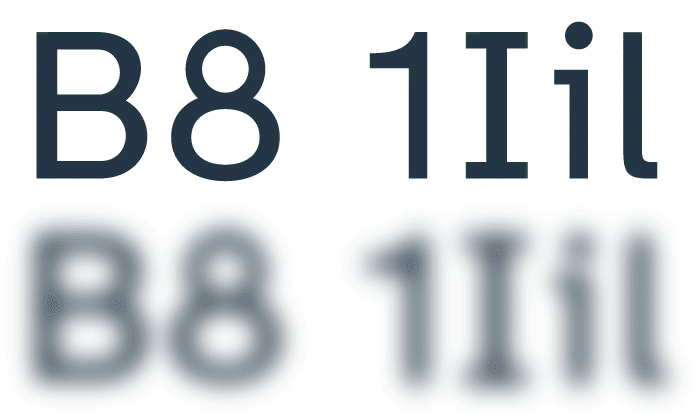
Oben: Normale Anzeige der Schriftart.
Unten: Ein Unschärfeeffekt simuliert, wie die gleichen Buchstaben für jemanden mit Sehbehinderung erscheinen könnten.

Das Projekt entstand im Rahmen eines visuellen Rebrandings des Braille Institute, das das Studio Applied Design Works beauftragte, mit einem Spezialisten für Sehbehinderungen des Braille Institute und einer Gruppe von Betroffenen zusammenzuarbeiten. Die meisten Studenten, mit denen das Braille Institute arbeitet, sind nicht vollständig blind und verwenden nicht das taktile Braille-Schriftsystem, mit dem das Institut seinen Namen teilt. Applied Design Works suchte nach einer Schriftart, die den Anforderungen des Braille Institute entsprach, konnte aber keine finden. Beim Experimentieren mit serifenlosen und serifenbetonten Schriften wie Times New Roman und Frutiger stellte sich heraus, dass die Unterscheidung zwischen Homoglyphen und sogar zwischen einigen Zeichen, die für Personen mit voller Sehkraft nicht sehr ähnlich aussehen, für Sehbehinderte schwierig war, da diese Schriften auf Einheitlichkeit ausgerichtet sind. So verlagerte sich das Projekt auf die Entwicklung einer Schrift, die für die Gemeinschaft, der das Braille Institute dient, so gut wie möglich lesbar sein sollte.
Der Kreativdirektor von Applied Design Works, Craig Dobie, beauftragte Elliott Scott mit der Gestaltung der Schrift. Das Team von Applied Design Works, das auf einem serifenlosen Groteskschrift-Kern aufbaute, arbeitete daran, sicherzustellen, dass keine der Glyphen der Schrift mit einer anderen verwechselt werden konnte. Es beriet sich mit Kunden des Braille Institute und machte sich mit Untersuchungen zur Leserlichkeit vertraut. Das Braille Institute benannte das fertige Produkt nach dem Gründer des Instituts, J. Robert Atkinson, und veröffentlichte es auf seiner Website unter einer eigenen Lizenz; im Jahr 2021 stellten sie  es über Google Fonts unter der SIL Open Font License zur Verfügung.
Im Jahr 2019 gewann Atkinson Hyperlegible den Innovation by Design Award für Grafikdesign des US-amerikanischen Magazins Fast Company. Im folgenden Jahr wurde sie von dem britischen Online-Magazin Dezeen für einen Grafikdesignpreis in die engere Wahl gezogen, verlor dort allerdings gegen eine Reihe von hitzereaktiven Briefmarken, die den Klimawandel veranschaulichen.

## Design

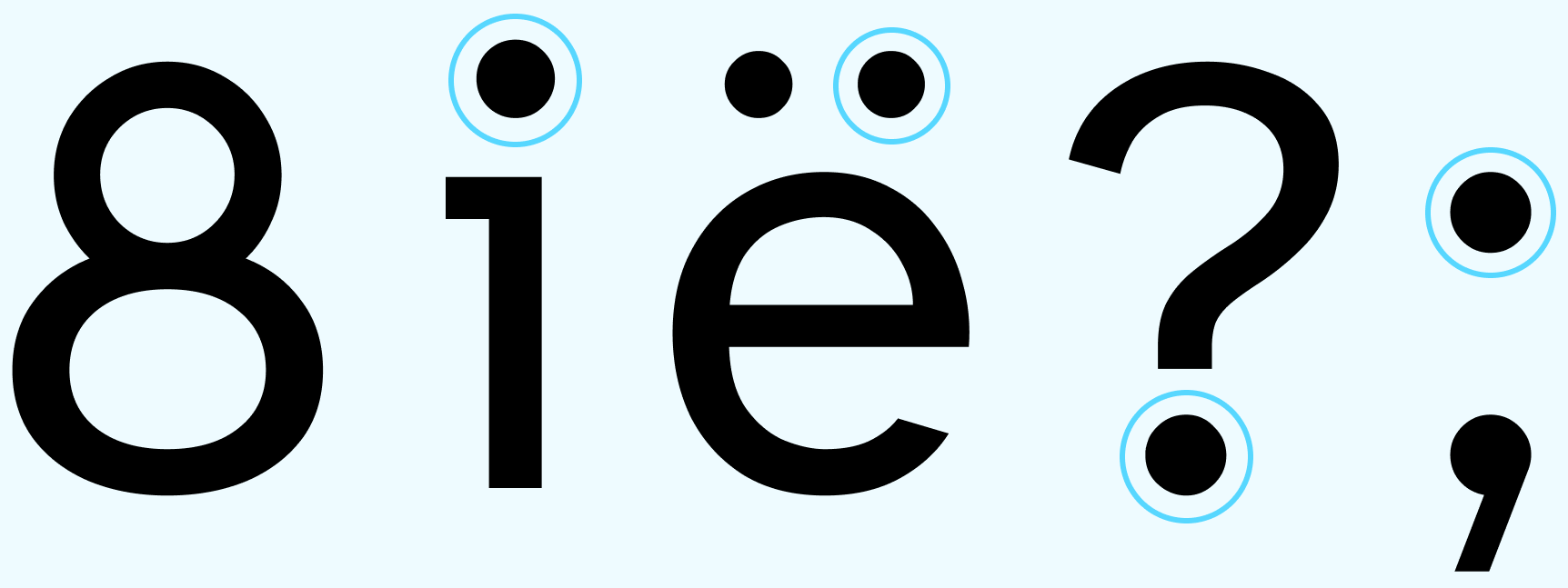
Die Schriftart verwendet viele Kreisflächen, in Anspielung auf die Brailleschrift.

Atkinson Hyperlegible enthält vier Schriftschnitte (normal, fett, kursiv und kursiv fett) mit je 335 Glyphen. Sie unterstützt diakritische Zeichen für 27 Sprachen.
Elliott Scott von Applied Design Works und Craig Dobie, der Kreativdirektor des Studios, trafen die Entscheidung, „viele Regeln zu brechen, die vielen Designern wichtig sind“, zum Beispiel das Hinzufügen von Serifen zum Großbuchstaben-I, aber nicht zum Großbuchstaben-T, und sie gaben dem Großbuchstaben-F einen deutlich längeren mittleren Querbalken als dem Großbuchstaben-E. Mark Wilson von Fast Company schreibt:

“Stare too long at its quirks, and Atkinson Hyperlegible almost feels like it has an identity crisis, as if a dozen fonts were smashed together to make one. But typed out on a page, it's been treated with careful kerning that the average eye just kind of accepts, as if it was any other typeface.”

„Wenn man zu lange auf ihre Macken starrt, fühlt sich Atkinson Hyperlegible fast an, als hätte sie eine Identitätskrise, als ob ein Dutzend Schriftarten zusammengeworfen wären, um eine zu machen. Aber sobald sie auf einer Textseite verwendet ist, ist sie mit sorgfältiger Unterschneidung versehen, die das durchschnittliche Auge einfach in etwa so akzeptiert, als wäre sie eine beliebige andere Schriftart.“

Andere Bemühungen, Buchstaben unterscheidbarer zu machen, umfassen das Übertreiben der Buchstabenformen und das Anwinkeln ihrer Abschlüsse. Es gibt viele Kreisflächen in Atkinson Hyperlegible, eine Anspielung auf die Punkte der Brailleschrift und das Braille Institute.